# 梯形逻辑

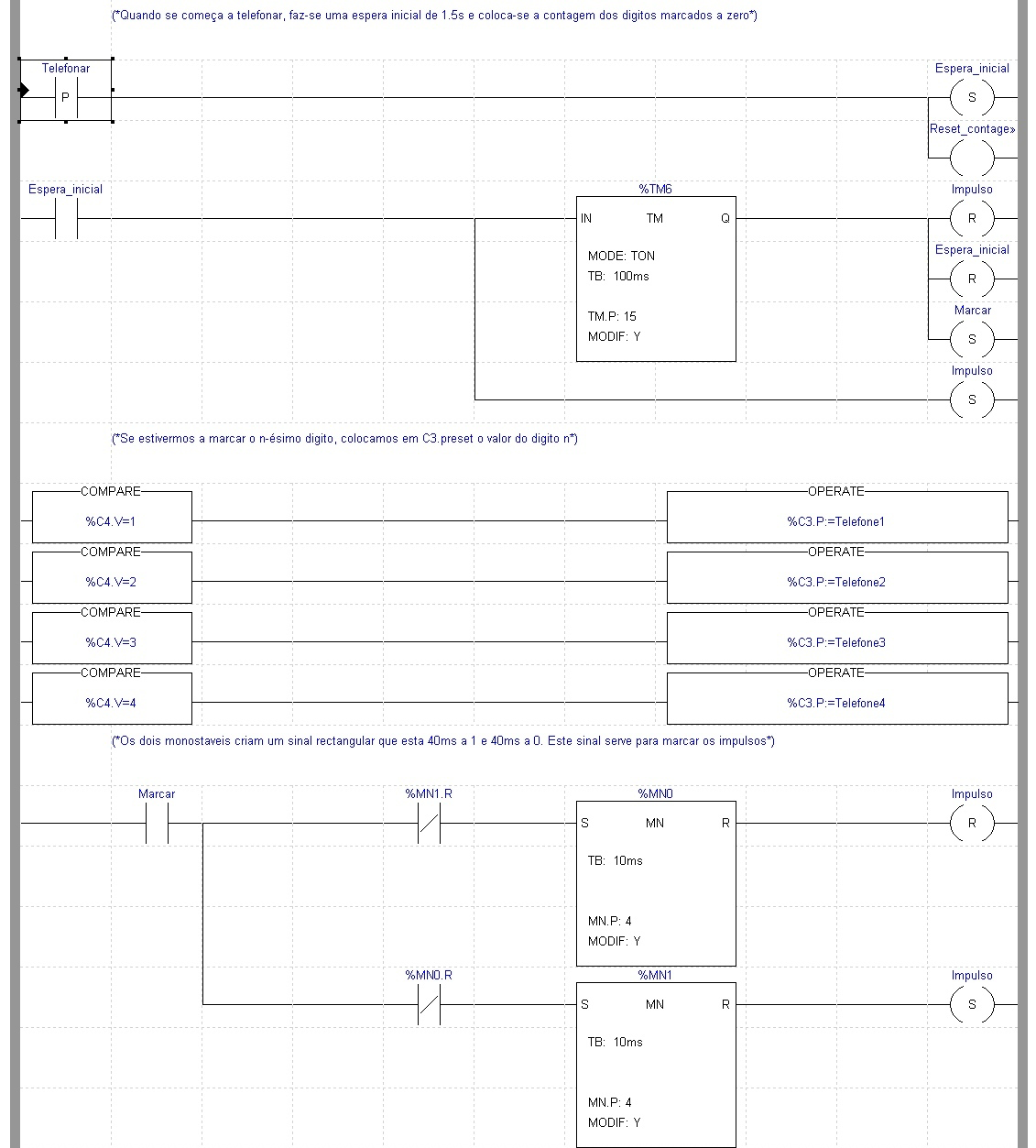
一个梯形逻辑示意图

梯形逻辑（英語：Ladder logic）是指一种通过基于继电器逻辑电路图的图形来代表程序的一种编程语言。它主要在工业控制应用中被用于开发可编程邏輯控制器（Programmable Logic Controllers, PLCs）的软件。“梯形逻辑”的命名主要是基于这种语言的程序看起来像一个一级一级的梯子：具有两条是指边和其间的一系列水平的梯级。
以梯形邏輯編寫可程式邏輯控制器時，不可以有2個以上相同的輸出指令（例如某個指示燈由PLC的Y1接點輸出，不能出現2個以上的OUT Y1指令，否則會因為PLC的程式掃描機制，只有最後的OUT Y1才能正確執行），因此在編寫時必須考慮到所有輸出指令的條件，經常會使程式變得複雜且不易除錯，所以梯形邏輯通常只用於固定動作的輸出（例如電源指示燈或電磁接觸器的動作指示燈等）。